# ایست‌بازرسی چارلی

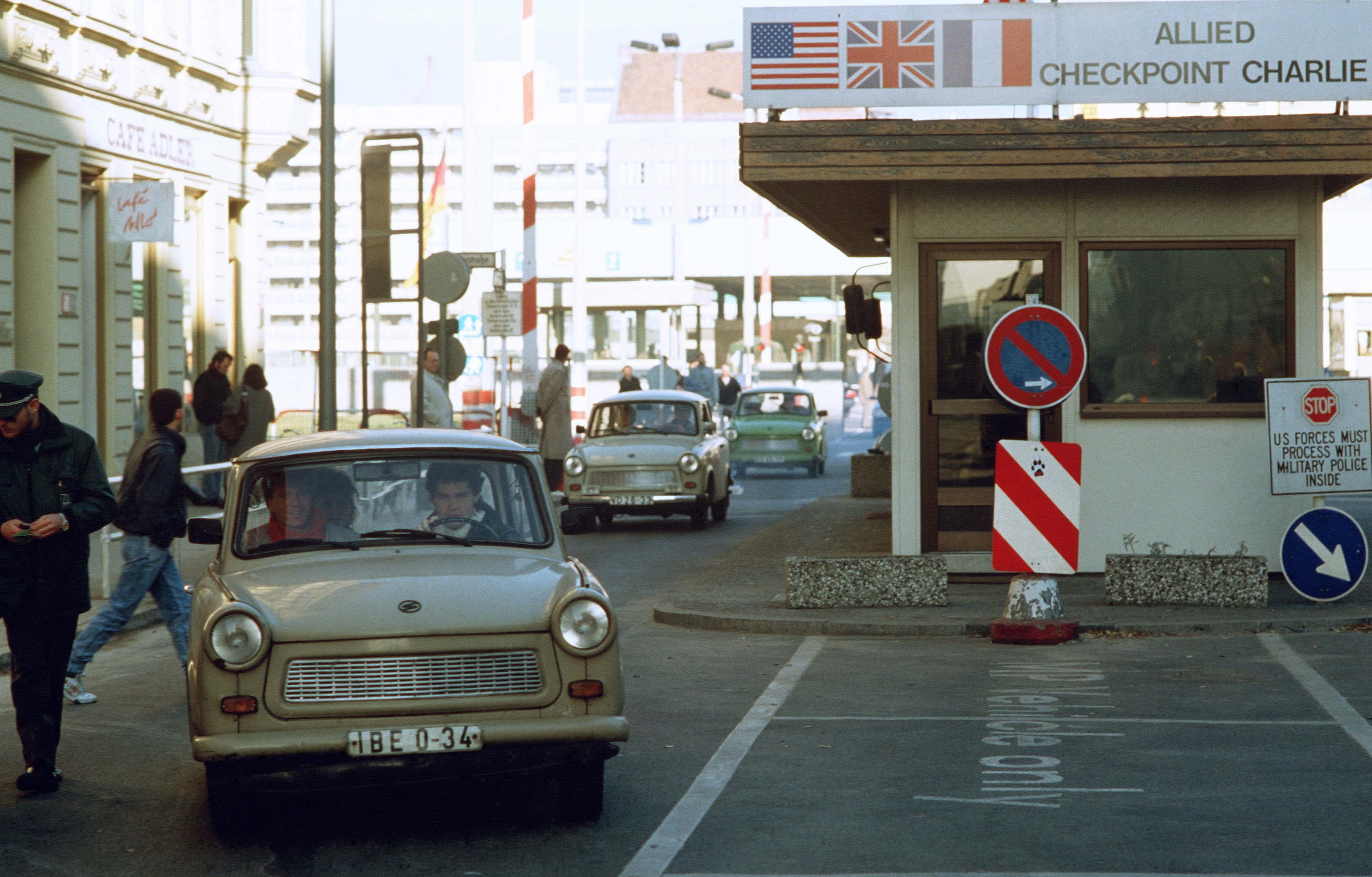
پاسگاه آمریکایی در ایست‌بازرسی چارلی. ۱۹۸۹ میلادی.

ایست‌بازرسی چارلی (انگلیسی: Checkpoint Charlie)، پاسگاه چارلی یا «ایست بازرسی سی» نامی بود که در جریان جنگ سرد، متفقین غربی به معروفترین نقطه عبور از دیوار برلین داده بودند. این محل گذرگاهی بود بین برلین شرقی و برلین غربی، یعنی بین بخش‌های روسی و آمریکایی این شهر تقسیم‌شده بعد از جنگ.

## پیش‌زمینه و نام‌گذاری
پس از جنگ جهانی دوم، آلمان و شهر برلین به چهار منطقه اشغالی تقسیم شدند: آمریکایی، انگلیسی، فرانسوی و منطقه تحت اشغال شوروی. مناطق تحت اشغال آمریکا، انگلیس و فرانسه از آن زمان بخشی از جمهوری فدرال آلمان (نام غیررسمی: آلمان غربی) به‌شمار آمدند. منطقه تحت اشغال روسیه نیز جزئی از جمهوری دمکراتیک آلمان (نام غیررسمی: آلمان شرقی) شد.
مرز بین آلمان شرقی و آلمان غربی به شدت محافظت می‌شد و به دور برلین غربی نیز که به‌طور کامل در احاطه آلمان شرقی قرار گرفته بود دیواری بلند کشیده شد، معروف به دیوار برلین.
در آن زمان اگر کسی قصد داشت از آلمان غربی به آلمان شرقی برود مجبور بود از طریق جاده‌ای به نام «اتوبان ترانزیت» (بزرگراه عبوری) که تنها راه مجاز بین خاک اصلی آلمان غربی و برلین غربی بود خود را به این شهر برساند و سپس از طریق ایست بازرسی چارلی وارد آلمان شرقی بشود.
ایست‌بازرسی چارلی سومین پاسگاه بازرسی در این مسیر بود. در کد نظامی هجی کردن سازمان ناتو، چارلی پس از آلفا و براوو سومین حرف است و نامگذاری این ایست‌بازرسی نیز به همین کد اشاره دارد. ایست‌بازرسی آلفا گذرگاه مرز دو آلمان در هلمشتت بود و ایست بازرسی براوو در مرز پوتسدام با برلین غربی (در کنار جاده‌ای نزدیک به درای‌لیندن) قرار داشت.
ایست‌بازرسی چارلی تنها پاسگاه کنترلی بود که هیئت‌های دیپلماتیک و خارجیان متفرقه (یعنی غیر از شهروندان برلین غربی، اهالی آلمان غربی و ساکنان مناطق شورای کنترل متفقین) می‌توانستند به صورت زمینی به برلین شرقی سفر کنند. تنها راه ورود به عنوان جهانگرد به برلین شرقی هم یک ایستگاه قطار در نزدیکی این ایست‌بازرسی بود به نام ایستگاه فریدریش‌اشتراسه.

## جنگ سرد

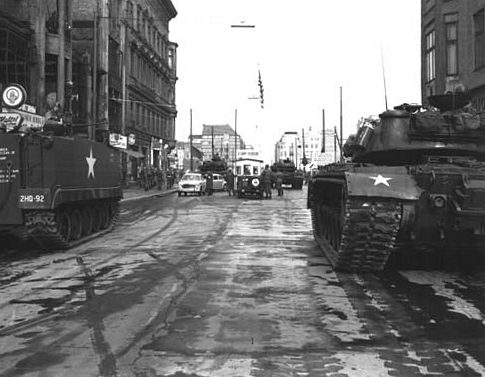
رویارویی تانک‌های روسی و آمریکایی در ایست‌بازرسی چارلی.

در خلال جنگ سرد ایست‌بازرسی چارلی از یک‌سو تبدیل به نماد جدایی و از سوی دیگر نماد آزادی شد.
در ۲۲ اکتبر ۱۹۶۱  پس از آن‌که پلیس برلین شرقی کوشش کرد پاسپورت یک دیپلمات آمریکایی را کنترل کند بحران بین‌المللی بزرگی شکل گرفت و در این ایست‌بازرسی تانک‌های روسی و آمریکایی به مدت ۱۶ ساعت رو در روی هم قرار گرفتند. این بحران که می‌رفت تبدیل به یک درگیری گسترده بشود در نهایت با عقب‌نشینی آرام تانک‌های ۲ طرف به شکل صلح‌آمیزی خاتمه یافت.
در سال ۱۹۸۹ و کمی پس از بازگشودن دیوار برلین این پاسگاه ایست‌بازرسی نیز منحل شد. پس از تخریب دیوار برلین در محل این ایست‌بازرسی یک سنگ سیاه در آسفالت قرار داده شد. این پاسگاه و ایست‌بازرسی آن در ۲۲ ژوئن ۱۹۹۰ به‌طور کامل نابود شد. در سال ۲۰۰۰ اما یک کپی کامل از اتاقک پاسگاه ساخته و در محل قبلی قرار داده شد.

## موزه
امروزه از جاذبه‌های گردشگری این محل موزه‌ای است به نام «خانه در کنار پاسگاه چارلی» که در آن تصاویر و اشیای تاریخ این محل و داستان‌های فرار یا کوشش برای فرار افراد از آلمان شرقی به غرب دیده می‌شود. در این موزه یک نمایشگاه دائمی مقاومت بدون خشونت نیز برپاست.

## نگاره‌ها

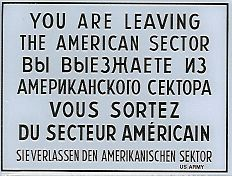
تابلو: از بخش آمریکایی خارج می‌شوید
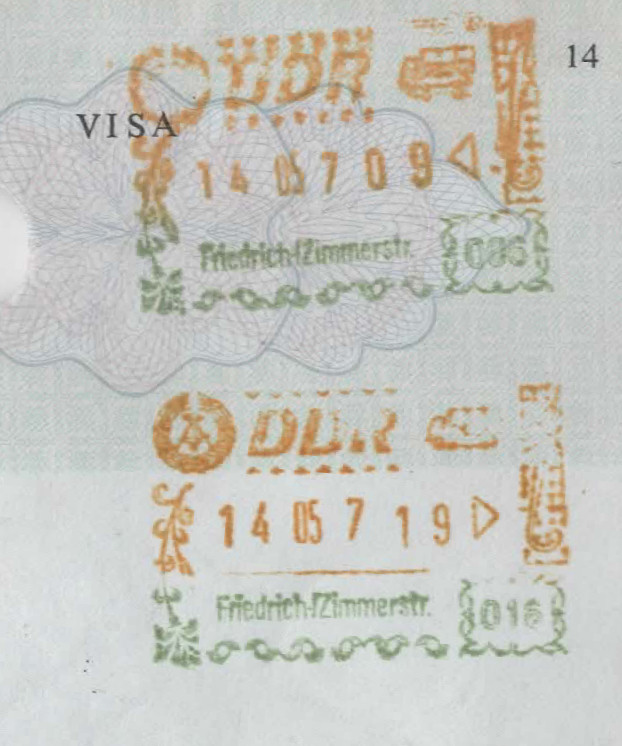
روادید آلمان شرقی در یک گذرنامه هلندی برای عبور از ایست‌بازرسی چارلی
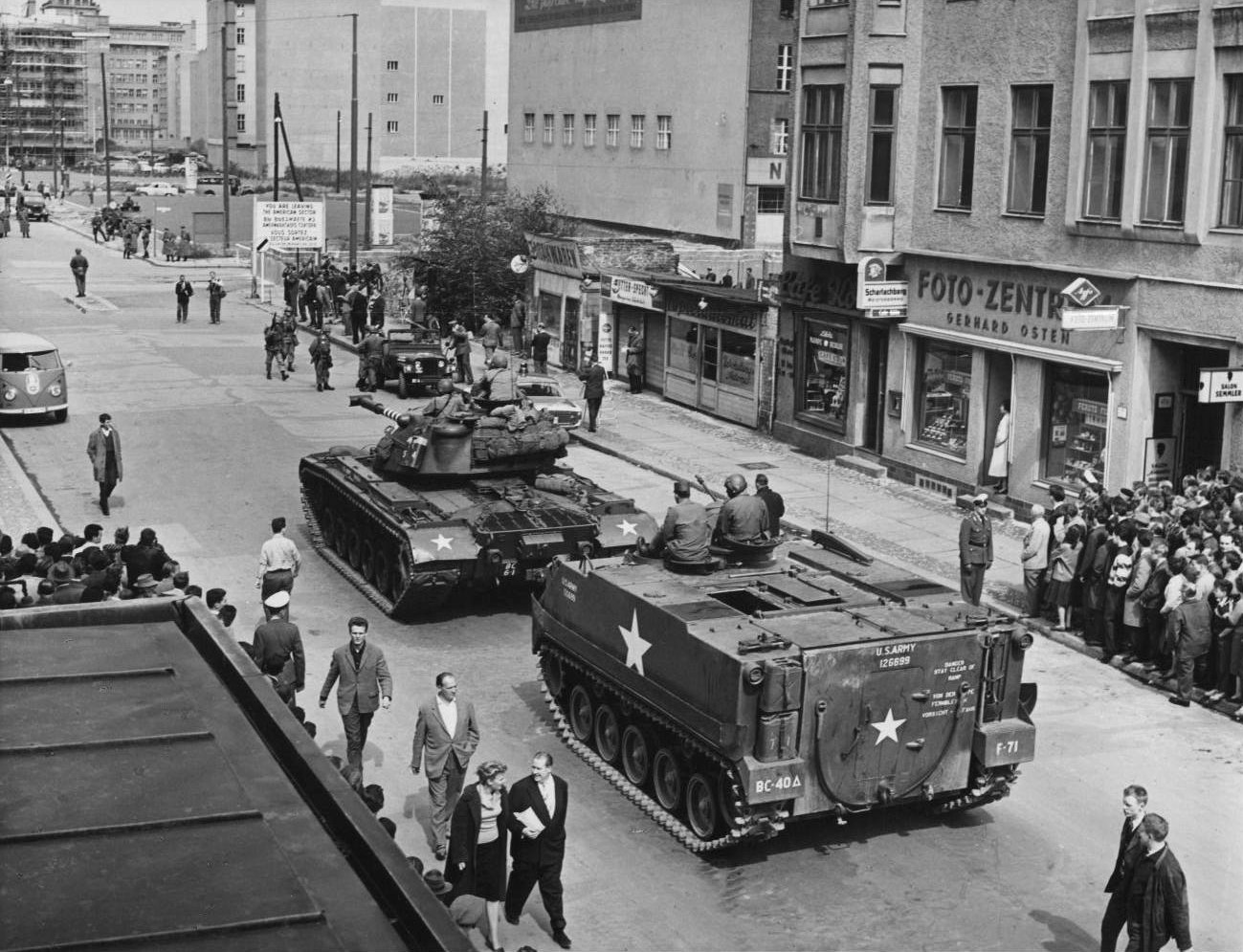
خیابان فریدریش در کنار پاسگاه چارلی. ۱۹۶۱
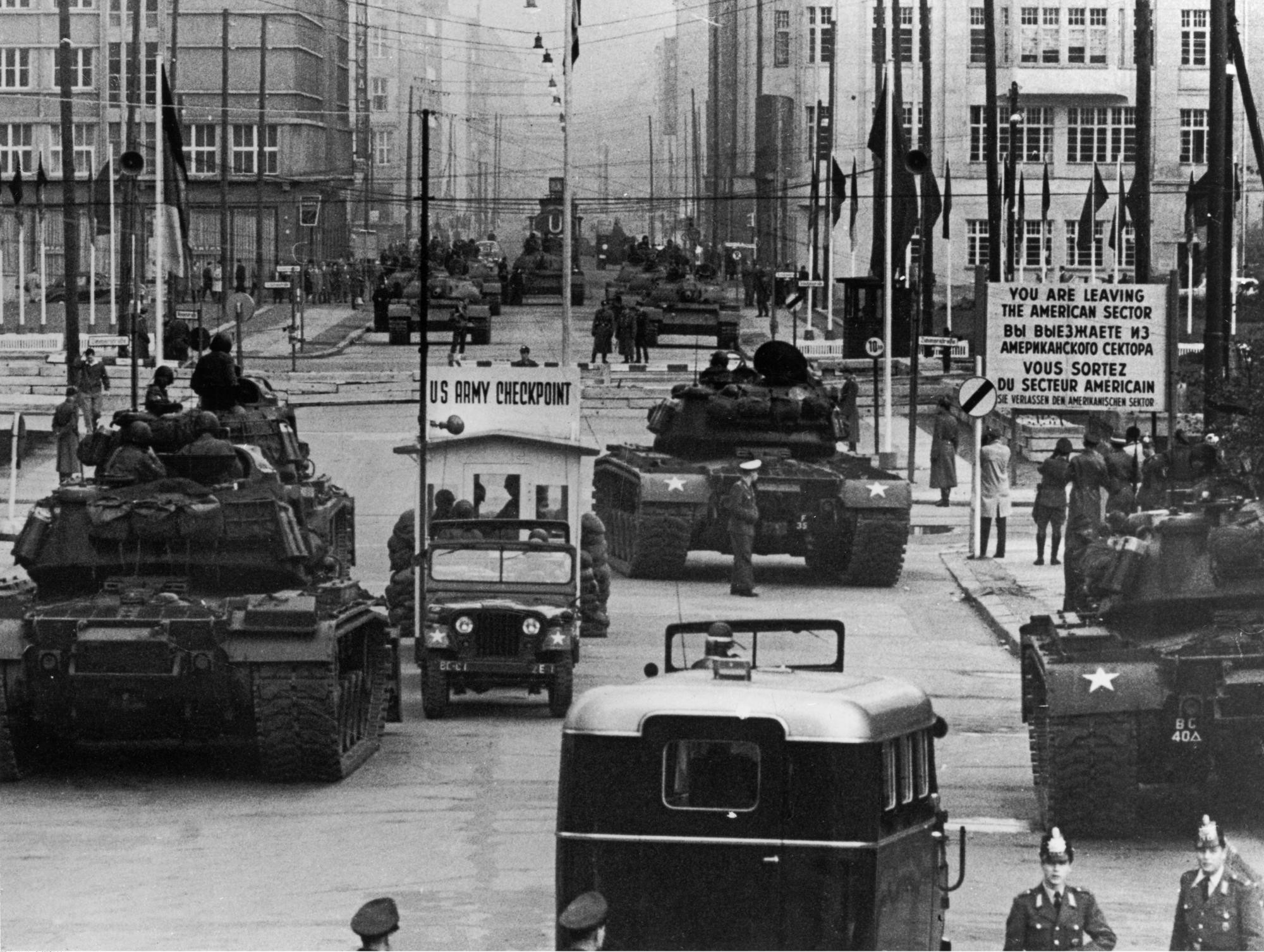
رویارویی تانک‌های آمریکا و شوروی در ۲۲ اکتبر ۱۹۶۱
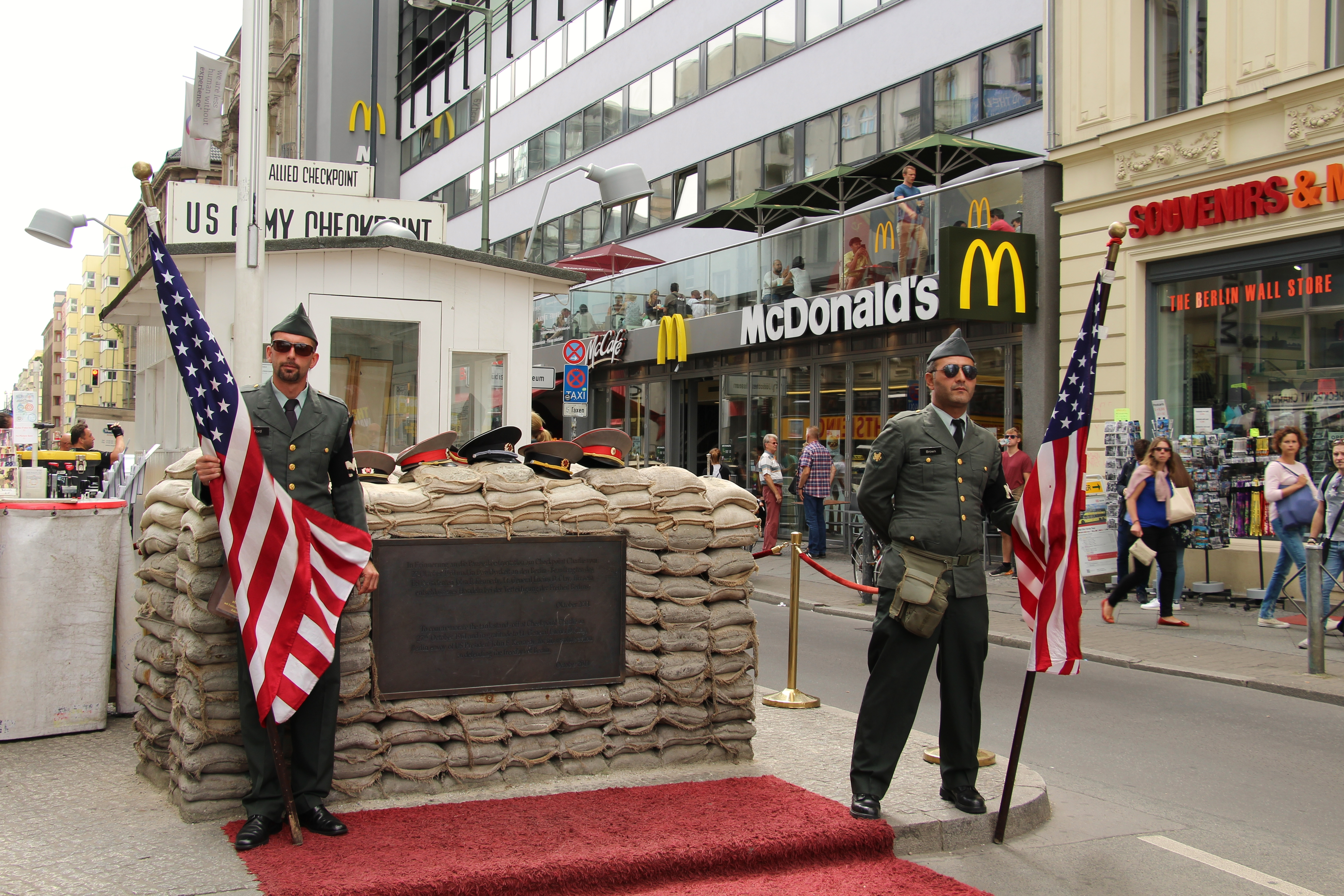
پاسگاه چارلی، سال ۲۰۱۶